# Sumatra-Tiger
Der Sumatra-Tiger (Panthera tigris sumatrae) ist die kleinste noch lebende Unterart (Subspezies) des Tigers, die ausschließlich auf der indonesischen Insel Sumatra vorkommt. Wie die bereits ausgestorbenen Unterarten des Bali- (Panthera tigris balica) und Java-Tigers (Panthera tigris sondaica) zählt der Sumatra-Tiger zu den sogenannten Inselunterarten. Er gehört zu den seltensten Tigerunterarten und wird von der IUCN (International Union for Conservation of Nature and Natural Resources) als „vom Aussterben bedroht“ (Critically Endangered) gelistet.

## Merkmale
DNA-Analysen ergaben, dass der Sumatra-Tiger genetisch stark von allen heute noch lebenden Unterarten abweicht und somit der Gruppe dieser festlandbewohnenden Tigerunterarten taxonomisch gegenübersteht. Dieses Ergebnis stimmt mit der Annahme überein, dass der Sumatra-Tiger am Übergang vom Pleistozän zum Holozän vor etwa 12.000 bis 6.000 Jahren auf Sumatra isoliert wurde, als der Meeresspiegel mit der Wiedererwärmung nach der letzten Kaltzeit anstieg.

### Körperbau

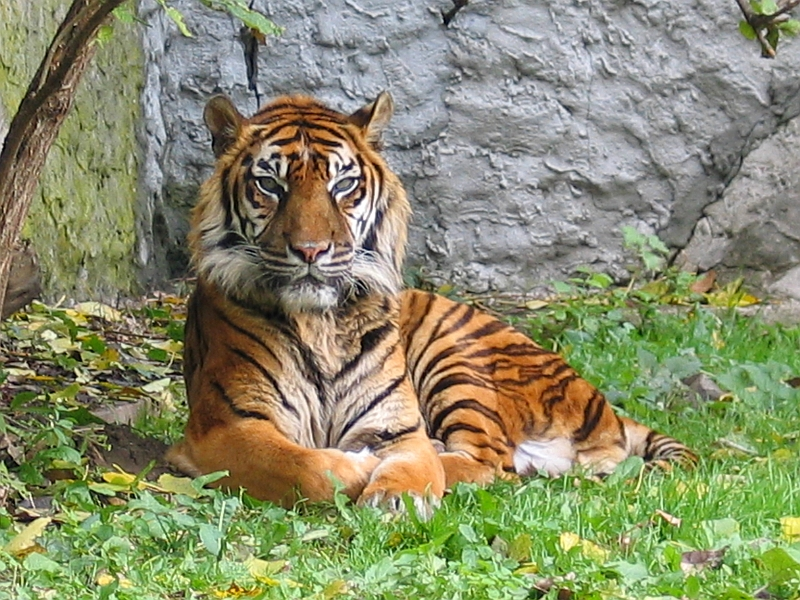
Sumatra-Tiger

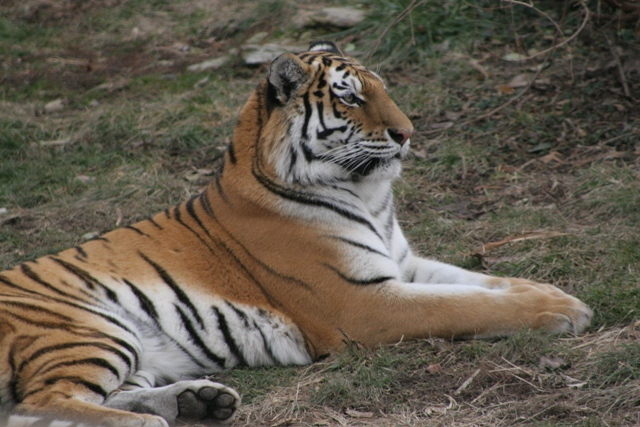
Sibirischer Tiger mit deutlich hellerem Brust- und Bauchfell

Der Sumatra-Tiger ist die kleinste noch lebende Unterart des Tigers. Die größte ist der Sibirische Tiger (Panthera tigris altaica). Das Sumatra-Tigermännchen hat eine Gesamtlänge (inklusive Schwanz) von 240 bis 250 cm und ein Gewicht von 100 bis 140 kg. Die Gesamtkörperlänge der Tigerweibchen liegt zwischen 215 und 230 cm und ihr Körpergewicht beträgt 75 bis 90 kg. Die Schulterhöhe beträgt ca. 60 bis 75 cm, wohingegen der Sibirische Tiger bis zu 110 cm Schulterhöhe erreicht.
In der Schädelform unterscheidet sich der Sumatra-Tiger von den insularen Unterarten des Bali- und Javatigers hinsichtlich der Occipitalregion (Hinterhaupt) und der Nasalknochen eindeutig. In seiner Breite ähnelt das Hinterhaupt des Sumatra-Tigers dem der Festlandunterarten. Die Nasalknochen sind im Vergleich zum Bali- und Java-Tiger viel kürzer und breiter. Allgemeines Merkmal mit den insularen Unterarten (Subspezies) ist hingegen der sagittale Knochenkamm, der weniger entwickelt ist als bei kontinentalen Unterarten.

### Fell

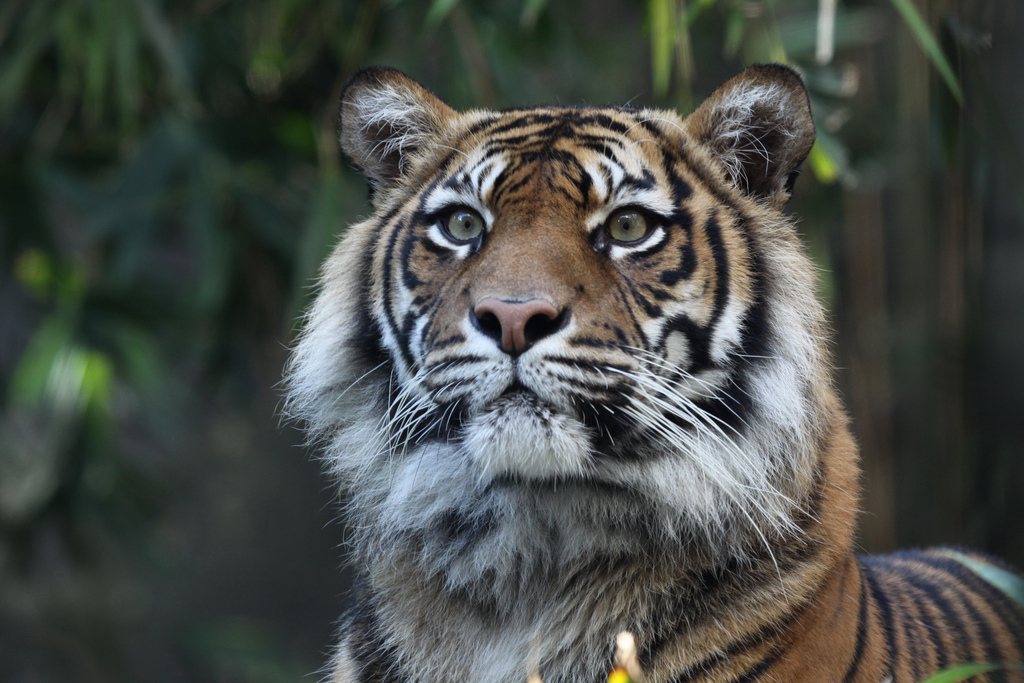
Merkmal des Sumatra-Tigers: der ausgeprägte „Backenbart“

Das Fell des Sumatra-Tigers ist kurz und hat wie die anderen insularen, südlichen Unterarten eine sehr kräftige Fellgrundfarbe. Diese variiert von einem sehr dunklen Orange bis hin zu rötlich-dunkelockerfarben. Die helle Färbung des Sumatra-Tigers am Bauch oder den Beininnenseiten ist nie rein weiß wie beispielsweise beim Königstiger oder Sibirischen Tiger, sondern eher cremefarben. Der sehr dunkle Gesamteindruck des Felles wird durch die Streifen noch verstärkt, die tiefschwarz, sehr breit und zum Teil verdoppelt oder sogar verdreifacht sind. Die Streifenzeichnung geht zum Ende der Zeichnung teilweise in Flecke über, wie bei allen südlichen Arten. Die Zeichnung ist auch an den Vorbeinen stark ausgeprägt. Im Vergleich hierzu haben die Festlandunterarten an den Vorderbeinen eher selten ein oder zwei Querstreifen, während diese beim Sumatra-Tiger regelmäßig sind. Im Vergleich zu anderen Unterarten des Tigers weist der Sumatra-Tiger an der Innen- und Hinterseite der Vorderbeine ausdrucksvollere und dichtere Streifen auf. Die Anzahl der Schwanzringe beträgt acht bis zehn, wobei diese meist verdoppelt sind. Die Schwanzwurzel hat eine verlängerte Zeichnung und besteht aus zwei bis drei unregelmäßigen Streifen oder Ringen.
Das Haar des Sumatra-Tigers hat eine Länge von 10 bis 15 mm, wobei bei den Tigermännchen oft eine Mähne angedeutet ist. Die Länge der Nackenhaare liegt zwischen 110 und 130 mm, und auch das Fell auf der Brust ist vergleichsweise länger als am übrigen Körper. Der Backenbart, dessen Haarlänge 80 bis 120 mm betragen kann, ist bei dieser Unterart besonders ausgeprägt und unterstreicht damit den mähnenartigen Gesamteindruck des Tieres. Der Fellwechsel erfolgt zweimal pro Jahr.

### Besonderheiten
Wie der in Mittel- und Südamerika lebende Jaguar und alle Tigerunterarten ist der Sumatra-Tiger nicht wasserscheu und ein sehr guter Schwimmer. Die Besonderheit dieser Subspezies ist, dass sie über Schwimmhäute zwischen den Zehen verfügt.

## Verbreitung und Lebensraum

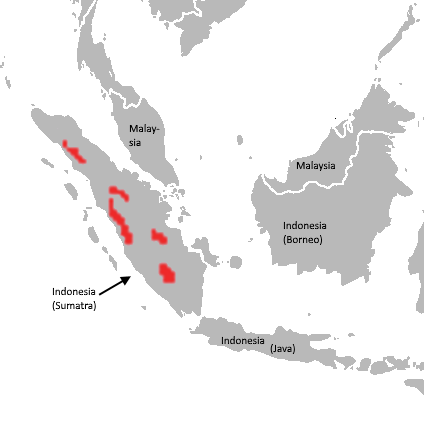
Verbreitungsgebiet

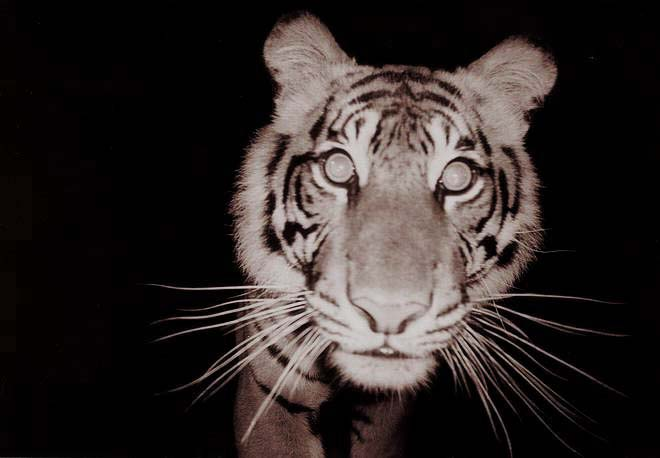
Wilder Sumatra-Tiger aufgenommen mit einer Kamerafalle

Der Lebensraum des Sumatra-Tigers ist der tropische Regenwald: die Torfmoor-, Tiefland- und Hochlandregenwälder der sechstgrößten Insel der Welt sind der natürliche Lebensraum dieser Großkatzen. Er ist endemisch, das heißt, er lebt nur auf der indonesischen Insel Sumatra. Er ist die am südlichsten vorkommende und kleinste Unterart des Tigers. Einst war der Sumatra-Tiger auf der gesamten Insel verbreitet. Heute findet er eine wichtige Zuflucht im Nationalpark Barisan Selatan, einer Welterbestätte an der Südspitze der Insel. Über die Vorkommen im Gunung-Leuser-Nationalpark im Norden Sumatras liegen keine aktuellen Informationen vor. Im indonesischen Nationalpark Bukit Tigapuluh wurden Aufnahmen von 12 Sumatra-Tigern gemacht, die der WWF (World Wildlife Fund) am 9. Mai 2011 veröffentlichte.

## Lebensweise

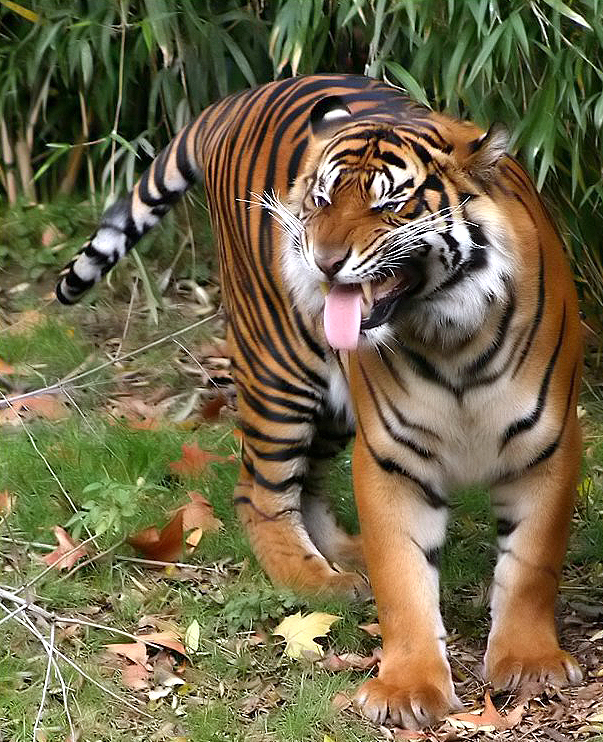
Sumatra-Tiger beim Flehmen

### Ernährung
Zum Beutespektrum des Sumatratigers zählen Groß- und Kleinsäugerarten (Huftiere), seltener Wasservögel oder Reptilien.

### Fortpflanzung und Lebensdauer
Die Trächtigkeitszeit beträgt beim Sumatra-Tiger maximal 100 Tage, womit er leicht unter der bei anderen Subspezies beobachteten Durchschnittsträchtigkeit von ca. 105 Tagen liegt. Grund hierfür ist sein kleinerer Körperbau. Die Entwicklung entspricht der anderer Unterarten des Tigers. Ein Wurf hat im Durchschnitt zwei Jungtiere. Die Lebensdauer in freier Wildbahn beträgt wie bei anderen Unterarten ebenfalls bis zu 15 Jahre, während der Sumatra-Tiger in Gefangenschaft durchaus über 20 Jahre alt werden kann.

## Bedrohung und Schutz
Um 1940 war Sumatra bereits der drittgrößte Kautschuklieferant weltweit. Der Sumatra-Tiger war erst nach dem Zweiten Weltkrieg massiv gefährdet. Nach 1945 wurde nicht nur der Lebensraum des Tigers in zunehmendem Maße zugunsten von Landwirtschaft wie beispielsweise Palmölplantagen für den Welthandel erschlossen. Auch der Handel mit Tigerteilen für die traditionelle asiatische Medizin oder sogenannten „Tiger-Wein“ nahm zusätzlich zum Bejagen der Großkatze wegen ihres Felles erheblich zu.
Wie für alle Unterarten des Tigers stellen andauernder Lebensraumverlust durch den Menschen, Wilderei und Dezimierung der Beutetiere die größte Bedrohung für diese Tierart dar. Laut WWF sind die Tiger gefährdet, da „[...] die Papier- und Zellstoffindustrie darauf [dränge], dass sie vom indonesischen Staat die Erlaubnis zur Rodung erhält.“ Gab es in den 1970er Jahren noch etwa 1000 wildlebende Sumatra-Tiger, so waren es 1996 nach Angaben der IUCN nur noch 250 erwachsene Tiere mit abnehmender Tendenz. Laut IUCN (2009) wurden von 1998 bis 2002 jährlich mindestens 51 Tiere getötet, davon 76 % vorwiegend für den Handel. Aktuellen Forschungen zufolge stellen jedoch auch Lebensraumveränderungen durch den Menschen eine nicht unbeachtliche Bedrohung für den Sumatra-Tiger dar. Die Beobachtungen ergaben, dass sich die Tiger in ihren Gebieten durch zunehmende menschliche Aktivitäten gestört fühlen, auch wenn Tiger allgemein als sehr anpassungsfähig gelten. Auffällig war insbesondere, dass in diesen Gebieten wenige Tiger vorkamen, obwohl der Bestand an potenziellen Beutetieren recht hoch war.
Laut Bestandsschätzungen des WWF liegt die Anzahl der Sumatra-Tiger bei 400, die jedoch aufgrund der Zersplitterung und Begrenzung der Reviere, beziehungsweise zugewiesenen Territorien, in genetisch isolierten Populationen leben. Ungefähr 200 Sumatra-Tiger leben in Zoologischen Gärten, davon ca. 100 in Europa. Der Sumatra-Tiger gilt aufgrund seiner geringen Bestandszahl als „vom Aussterben bedroht“ (CR – Critically Endangered).
Die Jagd auf den Sumatra-Tiger ist nach indonesischem Recht verboten. Das Washingtoner Artenschutzübereinkommen (CITES – Convention on International Trade in Endangered Species of Wild Fauna and Flora) untersagt in Anhang I den internationalen kommerziellen Handel mit Tigerprodukten. Der Sumatra-Tiger ist aufgrund seiner vor der Ausrottung stehenden Art ein Tier des Europäischen Erhaltungszuchtprogrammes (EEP), das ein internationales, zoo-übergreifendes Projekt zur Erhaltung vom Aussterben bedrohter Tierarten ist. Das internationale Zuchtbuch für Sumatra-Tiger wird durch die Zoological Society of London geführt, die die genetische Zuteilung der Tiere an die Zoos überwacht und koordiniert.

## Tiger und Mensch auf Sumatra
„In Indonesien glaubten Muslime, Allah habe den Tiger mit der Macht ausgestattet, die Gläubigen zu schützen und jeden zu bestrafen, der die Gesetze des Islam zu übertreten wage.“ Der Tiger wurde als Geist gefürchtet und ein frommer Muslim konnte auf einem Tiger reiten, wie ein daoistischer Weiser. Alte Sitten und Gebräuche gehören jedoch zunehmend der Vergangenheit an, so dass der Tiger aufgrund der weltweiten wirtschaftlichen Entwicklung unabhängig vom Glauben und Traditionen auch hier massiv für den Fellhandel und die traditionelle asiatische Medizin bejagt wird.
Seit der Dezimierung der Lebensräume der Großkatze durch Waldrodung, und infolgedessen durch den Verlust von natürlichen Beutetieren, häufen sich auch die oftmals tödlichen Angriffe auf Menschen, da der Tiger nun mit von Menschen bewohnten und bewirtschafteten Gebieten konfrontiert ist. Die Angriffe von Sumatra-Tigern auf Menschen sind jedoch nicht so häufig, wie sie von Königstigern (Bengaltigern) aus den Sundarbans in Indien oder Bangladesch berichtet werden.